# Homo sapiens idaltu
O Homo sapiens idaltu (do afar, idaltu: "mais antigo", "o que nasceu primeiro", "mais idoso"), também chamado de Homem de Herto, é segundo a revista Nature (White et al. 2003), uma subespécie extinta da espécie Homo sapiens que viveu há quase 160 mil anos no período Quaternário Pleistoceno, na região da atual Etiópia (África), que espalhou-se pelo mundo substituindo os hominídeos, como o homem de Neanderthal, na Europa.

## Descoberta
Os restos fossilizados de H. s. idaltu foram descobertos em Herto Bouri (região de camadas vulcânicas), no Médio Awash do Triângulo de Afar, Etiópia, em 1997, por uma equipe de paleoantropólogos liderada por Tim White. Através do uso de datação radiométrica, as camadas de Herto Bouri foram datadas entre 154 e 160 mil anos. Foram encontrados três crânios bem preservados, o mais conservado é de um homem adulto (BOU-VP-16/1) apresentando um cérebro com capacidade de 1450 cm³. Os demais crânios pertencem a outro homem adulto e uma criança de aproximadamente seis anos de idade.

## Polêmica
A descoberta gerou alguma polêmica entre os investigadores. Vários consideram H. s. idaltu como uma subespécie extinta do Homo sapiens e é por isso que é usada a denominação taxonômica trinomial. Outros, no entanto, consideram que é apenas um ancestral direto do moderno Homo sapiens (de acordo com a recente "hipótese da origem única"), que mantém ligeiros traços morfológicos arcaicos em relação a outros fósseis que são indiscutivelmente de Homo sapiens, tais como os de Cro-Magnon encontrados na Europa e em outras partes do mundo.
Segundo White et al., no seu artigo publicado em 2003 na Nature, "uma vez que os hominídeos de Herto estão morfologicamente no preciso ponto para lá da amplitude de variação observada em Homo sapiens anatómicamente modernos (AMHS), e uma vez que diferem de todos os outros fósseis de hominídeos conhecidos, designamo-los aqui como Homo sapiens idaltu, uma nova paleosubespécie de Homo sapiens".
Stringer, no entanto, num artigo na mesma revista em 2003 em que comenta esse estudo, sugere que os crânios possam não ser suficientemente distintos para garantir a utilização de uma nova designação de subespécie.